# سیارک ۲۵۲۴۰
سیارک ۲۵۲۴۰ (به انگلیسی: 25240 Qiansanqiang، نامگذاری:1998UO8) بیست و پنج هزار و دویست و چهلمین سیارک کشف شده‌است که در ۱۶ اکتبر ۱۹۹۸ کشف شد.
قدر مطلق سیارک برابر ۱۸.۶ است.